# 轮叶沙参
轮叶沙参（学名：Adenophora tetraphylla）是桔梗科沙参属的植物。分布于东西伯利亚、日本、远东地区、朝鲜以及中国大陆的山东、河北、东北、四川、广西、云南、广东、贵州、内蒙古、山西、华东等地，生长于海拔600米至2,000米的地区，一般生长在草地及灌丛中，目前尚未由人工引种栽培。

## 别名
南沙参、四叶沙参

## 异名
- Adenophora triphylla (Thunb.) A. DC.

## 外部連結
- 輪葉沙參 Lunyeshashen （页面存档备份，存于） 藥用植物圖像數據庫 (香港浸會大學中醫藥學院) （中文）（英文）
- 南沙參 Nanshashen 中藥材圖像數據庫 (香港浸會大學中醫藥學院) （中文）（英文）
- 南沙參 Nan Sha Shen （页面存档备份，存于） 中藥標本數據庫 (香港浸會大學中醫藥學院) （繁體中文）（英文）